# Chris Squire
Christopher Russell Edward Squire, mer känd som Chris Squire, född 4 mars 1948 i Kingsbury i Brent i London, död 27 juni 2015 i Phoenix i Arizona, var en brittisk musiker, känd som basist i den progressiva rockgruppen Yes vilken han grundade tillsammans med Jon Anderson 1968. Han är också den enda i Yes som medverkat på samtliga av gruppens album (Jon Anderson har medverkat på alla album förutom Drama från 1980 och drog sig tillbaka från bandet 2005). 
Squire gav även ut ett album som soloartist, Fish Out of Water från 1975.

## Stil
Squire var som basist stilbildande med ett basspel som hade ett påtagligt inslag av diskantregister och ett mycket unik ton, vilket Squire åstadkom med sin modifierade Rickenbacker 4001, som tillät Squire att samtidigt skicka signaler till två förstärkare, varav en var försedd med en fuzzpedal. Resultatet från en ren basförstärkare kombinerat med en distad andra förstärkare gav Squire ett mångsidigt ljud, en så kallad "tonal macka", då olika frekvenser läggs ovanpå varann för ett större ljud. Ett annat viktigt inslag var hans RotoSound-strängar, vilket gav ett skarpare ljud, ofta kombinerat med Squires låga stränghöjd, som på tur slog i greppbanden och gav hans ton en "morrande" kvalitet. Chris Squire spelade exklusivt med plektrum och använde sig ibland av en trehalsad bas.

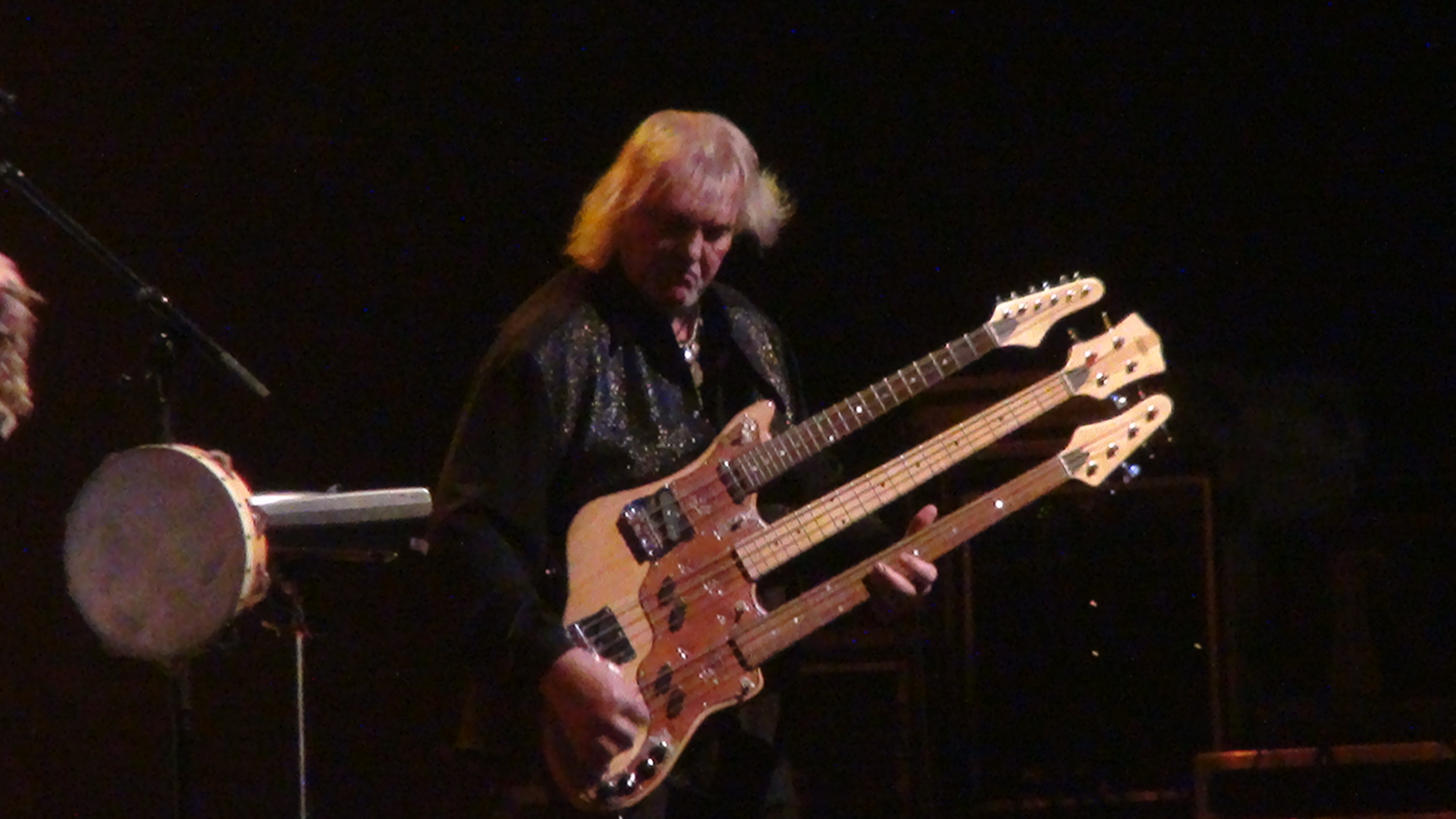
Chris Squire med en trehalsad bas 2013.

Han använde sig av en ovanlig, melodisk- kontrapunktisk stil, där basen inte bara spelar grundtoner i ackorden, utan bildar en egen melodilinje. Squire var ursprungligen inspirerad av John Entwistle i The Who och Paul McCartney i The Beatles - basister som båda hade utvecklat ett melodiskt basspel - men Squire utvecklade under sjuttiotalet och därefter detta spelsätt mycket längre. Ett gott exempel på hans stil finns på Yes album Close to the Edge, där basen på ett mycket intrikat sätt samspelar med inte minst Bill Brufords trummor. Likheterna med Jaco Pastorius innovationer på jazzbas - till exempel sättet att integrera ackord i basgångarna och bruket av arpeggieringar - kan ibland bli tydliga, men inget pekar på någon direkt påverkan från Squire till den några år yngre amerikanen, däremot var Cream och Jimi Hendrix gemensamma influenser.
Squire bidrog också med sångstämmor till bandets sound. Hans klara röst var (liksom Jon Andersons) skolad av år i engelska kyrkokörer som barn.